# Пентахондра покрывальная
Пентахо́ндра покрыва́льная (лат. Pentachondra involucrata) — вид цветковых растений рода Пентахондра (Pentachondra) семейства Вересковые (Ericaceae). По некоторым данным, этот вид является синонимом Trochocarpa involucrata F.Muell.

## Ботаническое описание
Видовой эпитет лат. involucrata означает «покрывало, обёртка». Это название было дано за обёрточные прицветники, находящиеся в мутовках ниже цветка. 

## Распространение
Естественный ареал вида — Тасмания.

## История
Впервые вид был упомянут в научной литературе в 1810 году в работе Prodromus Florae Novae Hollandiae шотландского ботаника Роберта Броуна.